# Żvoruna
Żvoruna – tajemnicze bóstwo ze słowiańskiego przekładu kroniki Jana Malalasa. Nazywana "suką" i kojarzona z kowalem słońca Teljavelisem. Imię pochodzi z lit. zverine - zwierzynka, ludowego określenia planety Wenus. Dalece prawdopodobny jest jej mityczny związek z gwiazdozbiorami Psa oraz gwiazdami Syriusz i Procyon.